# Edizioni BD
 (août 2020).
Si vous disposez d'ouvrages ou d'articles de référence ou si vous connaissez des sites web de qualité traitant du thème abordé ici, merci de compléter l'article en donnant les références utiles à sa vérifiabilité et en les liant à la section « Notes et références ».
Edizioni BD est une maison d'édition italienne de bande dessinée fondée en 2005 à Milan par Marco Schiavone et Tito Faraci. Elle édite aussi bien des œuvres locales que des bandes dessinées franco-belges (d'où son nom) ou américaines.